# East Brady
Cet article possède un paronyme, voir Brady.
East Brady est un borough situé au sud-ouest du comté de Clarion, en Pennsylvanie, aux États-Unis,. En 2010, il comptait une population de 942 habitants. Il est incorporé le 29 mai 1869.

## Démographie
Lors du recensement de 2010, le borough comptait une population de 942 habitants. Elle est estimée, en 2019, à 947 habitants.

### Source de la traduction
- (en) Cet article est partiellement ou en totalité issu de l’article de Wikipédia en anglais intitulé « East Brady, Pennsylvania » (voir la liste des auteurs).